# Pierre-François Godard
Pour les articles homonymes, voir Godard.
 (juillet 2025).
Pierre-François Godard, né le 21 janvier 1768 à Alençon et mort le 22 juillet 1838 à Saint-Denis-sur-Sarthon, est un graveur sur bois français.

## Biographie
Pierre-François Godard était le fils de l’ouvrier imprimeur et relieur Jean Godard (1735-1802), lui-même graveur autodidacte. Il suivit l’exemple de son père et commença à acquérir seul les rudiments de son art tout en apprenant à dessiner. La première pièce de cet artiste dont l’œuvre peut s’élever à 8 000 pièces fut produite pour un Mémoire pour les maires et échevins de la ville d’Argentan alors qu’il n’avait pas quinze ans. Les premières planches sur bois qu’il grava furent celles des Mémoires historiques sur la ville d’Alençon d’Odolant-Desnos de 1787.
Après avoir résidé quelque temps à Nantes dans la maison Mellinet, il revient à Alençon où il forme un établissement de librairie et de reliure. Au milieu de ses occupations commerciales, il trouve temps de graver une quantité innombrable de sujets de tout genre, presque tous composés par lui. Il a laissé plusieurs volumes manuscrits de sujets de leçons de perspective avec des figures. Ses principaux ouvrages et gravures sur bois sont pour : Fables d’Ésope (an V), Fables de La Fontaine (an IX), Œuvres choisies de Buffon, Cours d’accouchements de Chaussier (an IX), vignettes pour les Jeux de carte historiques de Jouy, une édition de Télémaque La Fontaine, une suite de la Passion et de l’Histoire Sainte, plusieurs cartes géographiques insérées dans les Annales de l’Orne, etc. Dans toutes ces compositions, le burin de Godard se distingue par la fermeté et la netteté.
Pierre-François Godard était le père de Pierre-François Godard, dit Godard II d'Alençon.